# Storia dell'Egitto
La valle del Nilo forma da sempre un'unità geografica ed economica, circondata com'è da deserti ad ovest e ad est al Nord dal mare e a Sud dalle cateratte del Nilo.
La necessità di avere una singola autorità che gestisse le acque del Nilo portò alla creazione del primo stato al mondo, intorno al 4000 a.C., ma forse anche prima.
Questa esigenza fece sì che le tribù nilotiche imparassero a vivere assieme sotto l'autorità di capi villaggio (detti, poi, dai Greci nomarchi).
Attraverso alterne vicende, sviluppatesi per più di mille anni, i nomarchi scontrandosi ed alleandosi tra loro dettero infine forma a due Regni, l'Alto Egitto al Sud e il Basso Egitto al Nord, che vennero unificati in uno solo da Menes, considerato il fondatore della I dinastia, cui seguirono numerose altre dinastie fino alla conquista persiana di Cambise II e al successivo restauro sui generis del generale di Alessandro Magno, Tolomeo I Soter. 
Quando, infine, l'Egitto fu sottomesso dai Persiani, non riuscì più a liberarsi dal dominio straniero, e per 2.300 anni fu governato da: Persiani, Greci, Romani, Bizantini, Arabi, Armeni, Curdi, Turchi e Britannici. 
Il presidente Gamāl ʿAbd al-Nāser disse di essere il primo Egiziano nativo ad esercitare il potere sovrano sull'Egitto, dai tempi dell'ultimo sovrano Nectanebo II, deposto dai Persiani nel 341 a.C., e non si trattava di un'esagerazione.
Lo storico greco Erodoto (V secolo a.C.) definì l'Egitto "un dono del Nilo", alludendo al fatto che la maggior parte del territorio egiziano è desertica e solo lungo la valle e il delta del grande fiume, oltre che nelle oasi, è possibile l'insediamento umano. Lungo il Nilo, le periodiche piene hanno consentito sin dall'antichità l'irrigazione delle terre e lo sviluppo dell'agricoltura, ponendo così le basi della luminosa civiltà egizia, che raggiunse il suo culmine nella seconda metà del II millennio a.C. con i sovrani del Nuovo Regno. Dopo un lungo periodo di declino, l'Egitto rinacque sotto la dinastia dei Tolomei (323-30 a.C.), i sovrani di origine macedone insediatisi nel paese dopo la sua conquista da parte di Alessandro Magno nel 332 a.C. Alessandria d'Egitto, la nuova capitale, divenne principale centro culturale del Mediterraneo e il suo prestigio sopravvisse alla dominazione romana (30 a.C. – 394 d.C.) e a quella bizantina (395-639 d.C.).
Tra il 639 e il 646 gli arabi assunsero il controllo dell'Egitto, portandolo nell'orbita dell'Islam, anche se la conversione alla nuova religione da parte della popolazione egiziana procedette lentamente. 
Nel 1517 l'Egitto cadde sotto il potere dei turchi ottomani; dal 1798 al 1801 venne occupato da Napoleone Bonaparte.
Occupato militarmente dai britannici nel 1882 dopo la guerra anglo-egiziana, l'Egitto mantenne formalmente la propria indipendenza ma in realtà il governo britannico, rappresentato sul posto da un console generale con pieni poteri, controllava completamente l'amministrazione e le forze armate egiziane; nel 1922 l'Egitto divenne poi una monarchia indipendente (1922) ma sempre sotto il controllo del Regno Unito. Nel 1952 una rivolta militare rovesciò la monarchia e l'anno successivo fu proclamata la repubblica, di tipo presidenziale, con a capo Nasser.
Nel 1956 la nazionalizzazione del canale di Suez causò una grave crisi internazionale e una guerra con Israele, che occupò la penisola del Sinai e la striscia di Gaza. Le tensioni con Israele sfociarono in un nuovo aperto conflitto nel 1967 (Guerra dei Sei Giorni) e nel 1973 (Guerra del Kippur). Solo nel 1979 i due Stati conclusero accordi di pace che sancirono il ritorno del Sinai all'Egitto.

## Cronologia
La storia egiziana è divisibile nei seguenti periodi:
- Antico Egitto: dalla preistoria al 332 a.C.
  - Egitto preistorico (4000 a.C. - 3900 a.C.)
  - Periodo Predinastico (3900 a.C. - 3150 a.C.)
  - Periodo Protodinastico (I - II dinastia) (3150 a.C. - 2700 a.C.)
  - Antico Regno (III - VI dinastia) (2700 a.C. - 2200 a.C.)
  - Primo periodo intermedio (VII - XI dinastia) (2200 a.C. - 2040 a.C.)
  - Medio Regno (XII dinastia) (2040 a.C. - 1790 a.C.)
  - Secondo periodo intermedio (XIII - XVII dinastia) (1790 a.C. - 1540 a.C.)
  - Nuovo Regno (XVIII - XX dinastia) (1530 a.C. - 1080 a.C.)
  - Terzo periodo intermedio (XXI - XXV dinastia) (1080 a.C. - 672 a.C.)
  - Periodo tardo (XXVI - XXX dinastia) (672 a.C. - 332 a.C.)
- Egitto greco e romano: dal 332 a.C. al 642
  - Egitto tolemaico: dal 332 a.C. al 30 a.C.
  - Egitto romano: dal 30 a.C. al 642
- Egitto arabo: dal 642 al 1517
  - Egitto tulunide: dall'868 al 904
  - Egitto ikhshidide: dal 904 al 969
  - Egitto fatimide: dal 969 al 1171
  - Egitto ayyubide: dal 1171 al 1249
  - Egitto mamelucco: dal 1249 al 1517
- Egitto ottomano: dal 1517 al 1914
  - Eyalet d'Egitto: dal 1517 al 1867
  - Khedivato di Egitto: dal 1867 al 1914
- Sultanato d'Egitto: dal 1914 al 1922
- Regno d'Egitto dal 1922 al 1953
- Egitto moderno: dopo il 1952
  - Repubblica Araba Unita: 1958
  - Stati Arabi Uniti: dal 1958 al 1961

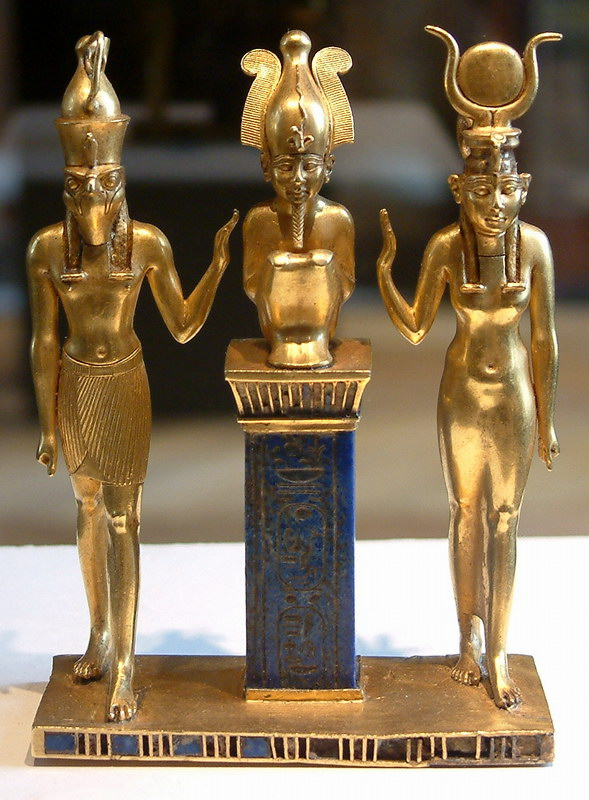
Soprammobile in oro e lapislazzulo con voto di buon anno e il nome del faraone Psamet II
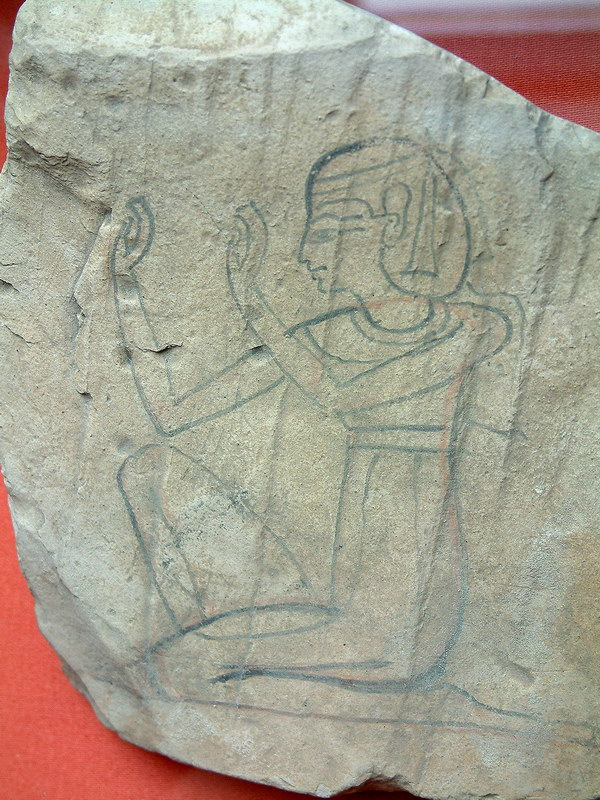
Scena di preghiera
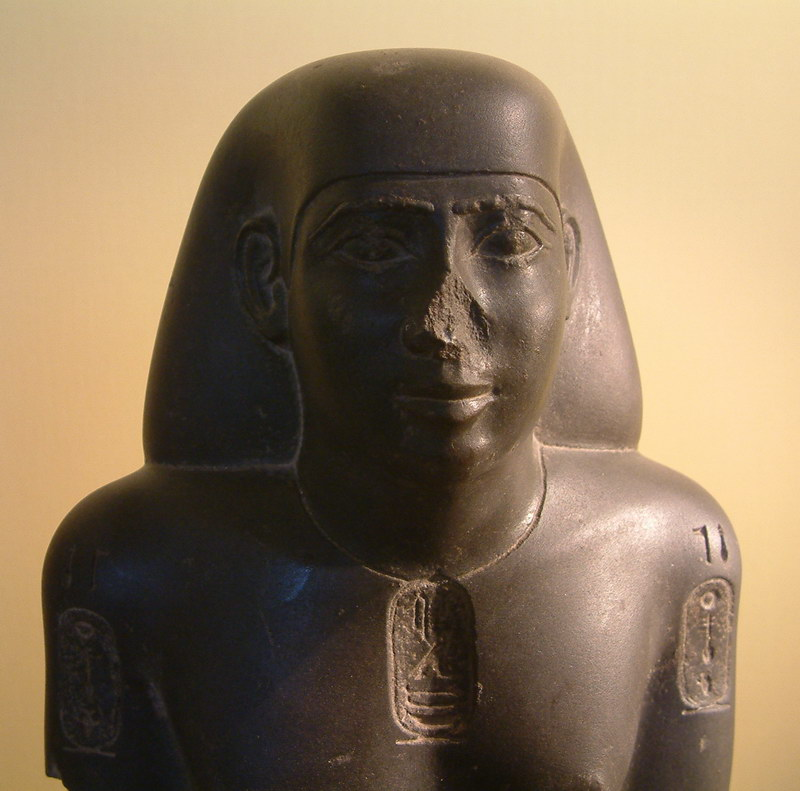
Statua di faraone
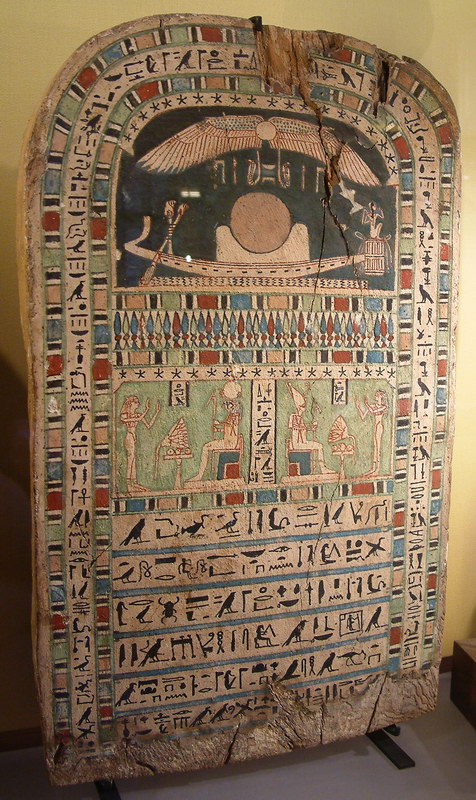
Parte di sarcofago in legno dipinto

## Usi e costumi

### La condizione della donna
La donna egizia era considerata "la signora della casa". Se si trattava di una donna del popolo, si occupava della macinatura dei cereali, della filatura e della tessitura del lino; se apparteneva alla nobiltà, invece, dirigeva il lavoro delle ancelle. 
La donna condivideva con il marito la vita sociale e disponeva di un patrimonio che portava in dote allo sposo, ma in caso di morte del marito esisteva un contratto che le assicurava una restituzione parziale del patrimonio. La donna si preoccupava assieme allo sposo dell'educazione dei figli ed in particolare le era affidata l'educazione della figlia femmina.
Si sposava molto giovane, spesso con un uomo più anziano di lei, e il matrimonio era combinato dai genitori. I due sposi potevano essere consanguinei e appartenevano sempre allo stesso ceto sociale. 
Chi sposava una schiava viveva al di fuori della legalità e i figli della coppia erano considerati schiavi. Il matrimonio era una semplice festa tra le due famiglie e si concludeva con il trasferimento della sposa a casa del marito.
Le cause principali dello scioglimento del matrimonio erano l’adulterio e la sterilità.
L’adulterio era considerato la più grave delle colpe ed era punito molto duramente: la donna veniva privata del suo fascino con l’amputazione del naso, l’uomo, invece, subiva l’evirazione.

### Educazione
La scuola egiziana era una scuola rigida e poco permissiva; infatti, spesso venivano inflitte punizioni corporali.
Le lezioni si svolgevano generalmente all'aperto. Gli alunni stavano accovacciati su stuoie intrecciate ed erano muniti di pennelli e di cocci di terracotta sui quali scrivevano. Oltre allo studio delle lettere, era considerato molto importante esercitarsi nella ricopiatura e nella dettatura. 
Gli allievi che aspiravano alle alte cariche dovevano conoscere almeno una lingua straniera: per esempio, chi voleva intraprendere la carriera diplomatica doveva conoscere il babilonese.
Oltre allo studio, per gli egizi era molto importante la preparazione e la prestanza fisica, che era, infatti, curata mediante esercizi ginnici.

### Lo scriba
La figura dello scriba nacque con la necessità di catalogare con precisione gli enormi ammassi di derrate alimentari in entrata e in uscita dalla casa del Faraone. 
I tempi di formazione dello scriba erano lunghi: solo gli alunni più dotati, quelli che apprendevano la difficile arte del geroglifico, riuscivano ad arrivare a corte. Lo scriba, consapevole del ruolo che ricopriva, custodiva gelosamente i segreti della sua professione e li tramandava di generazione in generazione.
I suoi tradizionali strumenti di lavoro erano uno stilo, l'inchiostro in pasta e un piccolo contenitore per l'acqua in cui intingere e ripulire i pennelli. Gli scribi scrivevano sul papiro, facile da raccogliere e trasportare.
La professione di scriba era la più difficile e ambita di tutto l'antico Egitto.

### Il contadino
Il contadino era analfabeta e la considerazione sociale di cui godeva era del tutto impari alla fatica profusa.
Gli strumenti da lui utilizzati erano diversi. Tra questi, lo shaduf, una sorta di traliccio che reggeva un'asta: da una parte veniva appeso un contrappeso e dall'altra un secchio che, calato nell'acqua e riempito, poteva essere rapidamente trasportato dove serviva. 
La terra che il contadino coltivava non era mai sua, ma del faraone o di un ordine sacerdotale. Il periodo più duro per il contadino era il momento della raccolta: doveva infatti lavorare sotto lo sguardo degli ispettori del Faraone, impegnati a determinare la quota di prodotto che gli sarebbe stata sottratta. Dopo la raccolta, si presentava lo scriba per definire l'ammontare delle tasse.

### Cosmesi
La cura del corpo era molto importante per gli antichi egizi, che utilizzavano creme, unguenti e profumi per ammorbidire e profumare la pelle. Le donne si schiarivano la pelle con un composto cremoso ricavato dalla biacca: una sostanza colorante disponibile in colori diversi, dalla più pallida alla più ambrata generalmente destinata alle labbra. Le donne, inoltre, evidenziavano il contorno degli occhi con il kohl nero o verde. Utilizzavano specchi e pinzette per la depilazione e attrezzi per la manicure.
I profumi venivano estratti da fiori e fatti macerare. Tutte le essenze odorose venivano prodotte in laboratori e conservate in vasetti di pasta vetrosa.

### Medicina
I medici dell'antico Egitto erano molto numerosi, ed erano assistiti da paramedici di sesso maschile. 
Il benessere del corpo, secondo i medici, si doveva allo scorrimento dei liquidi del cuore nei vasi che lo attraversavano. Se uno di questi vasi si ostruiva si manifestava la malattia. 
La polmonite e la tubercolosi erano tra le malattie più diffuse a causa dell'inalazione di sabbia o di fumo dei focolari domestici. Le malattie parassitarie erano altrettanto comuni a causa della mancanza di igiene. 
Gli attrezzi più comuni di un medico erano pinze, coltelli e fili di sutura.